# Phytodietus absyrtinus
Phytodietus absyrtinus är en stekelart som beskrevs av André Seyrig 1932. Phytodietus absyrtinus ingår i släktet Phytodietus och familjen brokparasitsteklar. Inga underarter finns listade i Catalogue of Life.